# Gaeun-dong
Gaeun-dong (koreanska: 개운동)  är en stadsdel i staden Wonju i provinsen Gangwon i den centrala delen av Sydkorea, 90 km öster om huvudstaden Seoul.